# Міністерство внутрішніх справ Української РСР
Міністерство внутрішніх справ Української РСР — союзно-республіканське міністерство, входило до системи органів безпеки СРСР і підлягало в своїй діяльності Раді Міністрів УРСР і Міністерству внутрішніх справ СРСР.

## Історія
Створене з Народного комісаріату внутрішніх справ УРСР у березні 1946 року у зв'язку з переформуванням наркоматів. З 5 вересня 1962 по 9 грудня 1968 року мало назву Міністерство охорони громадянського порядку УРСР.

## Народні комісари внутрішніх справ УРСР
- Бош Євгенія Богданівна (1917—1918)
- Неронович Євген Васильович (1918—1918)
- Іванов Андрій Васильович (1918—1918)
- Коцюбинський Юрій Михайлович (1918—1918)
- Аверін Василь Кузьмич (1918—1919)
- Ворошилов Климент Єфремович (1918—1919)
- Петровський Григорій Іванович (1919—1920)
- Колос Григорій Оксентійович (1920—1920)
- Раковський Християн Георгійович (1920—1920)
- Антонов-Саратовський Володимир Павлович (1920—1921)
- Кін Павло Андрійович (1921—1921)
- Скрипник Микола Олексійович (1921—1922)
- Манцев Василь Миколайович (1921—1923)
- Ніколаєнко Іван Гнатович (1923—1923)
- Буздалін Сергій Феоктистович (т.в.о., 1924—1924)
- Балицький Всеволод Аполлонович (1924—1930)
- Балицький Всеволод Аполлонович (1934—1937)
- Іванов Василь Тимофійович (в.о., 1937—1937)
- Леплевський Ізраїль Мойсейович (1937—1938)
- Успенський Олександр Іванович (1938—1938)
- Кобулов Амаяк Захарович (в.о., 1938—1939)
- Сєров Іван Олександрович (1939—1941)
- Сергієнко Василь Тимофійович (1941—1943)
- Рясний Василь Степанович (1943—1946)

## Міністри внутрішніх справ УРСР
- Строкач Тимофій Амвросійович (1946—1953)
- Мешик Павло Якович (1953—1953)
- Строкач Тимофій Амвросійович (1953—1956)
- Бровкін Олексій Миколайович (1956—1962)
- Головченко Іван Харитонович (1962—1982)
- Гладуш Іван Дмитрович (1982—1990)
- Василишин Андрій Володимирович (1990—1991)